# Mark Takai
K. Mark Takai, född 1 juli 1967 i Honolulu, död 20 juli 2016 i Honolulu, var en amerikansk demokratisk politiker. Han var ledamot av USA:s representanthus från 2015 fram till sin död.
Takai utexaminerades 1993 från University of Hawaii.
Han var gift med Sami Takai och hade två barn.